# اولین لشکرکشی چوشو
اولین اردوکشی چُوشو (به ژاپنی: 第一次長州征討) یک عملیات تنبیهی ارتش شوگون‌سالاری توکوگاوا در مقابل قلمرو چوشو در تلافی حمله چُوشو در نزدیکی کاخ سلطنتی در حادثه کینمون بود.